# Capitala World Tennis Championship
Il Mubadala World Tennis Championship è un torneo esibizione di tennis che si gioca sul cemento. 
Si gioca annualmente nell'Abu Dhabi International Tennis Complex di Abu Dhabi negli Emirati Arabi Uniti dal 2009. L'edizione del 2020, che si sarebbe dovuta disputare nel dicembre 2020, non viene disputata a causa della pandemia di COVID-19.

## Storia
Nel novembre 2008, le compagnie Flash and Capitala annunciarono insieme alla IMG la creazione di un nuovo torneo esibizione per l'inizio della stagione, da giocare a Abu Dhabi, negli Emirati Arabi. L'evento era stato concepito come torneo di tennis mondiale, creato per promuovere il tennis nel Medioriente in associazione con l'Association of Tennis Professionals (ATP) e la Women's Tennis Association (WTA) insieme al Dubai Tennis Championships, il torneo maschile ATP Qatar Open e il torneo WTA Qatar Total Open, che si giocano a Doha in Qatar e il WTA Tour Championships. 
Al torneo partecipano 6 giocatori che si contendono un montepremi di 250.000 dollari. L'evento è stato creato come test per i migliori giocatori del seeding per preparare la stagione che inizia subito dopo la fine del torneo così come il Kooyong Classic. Le prime 2 teste di serie partono dalle semifinali.

## Albo d'oro

### Singolare maschile
| Anno          | Campione                              | Finalista                             | Punteggio                             |
| ------------- | ------------------------------------- | ------------------------------------- | ------------------------------------- |
| 2009          | Andy Murray                           | Rafael Nadal                          | 6–4, 5–7, 6–3                         |
| 2010          | Rafael Nadal                          | Robin Söderling                       | 7–6(3), 7–5                           |
| 2011          | Rafael Nadal                          | Roger Federer                         | 7–6(4), 7–6(3)                        |
| 2012          | Novak Đoković                         | David Ferrer                          | 6–2, 6–1                              |
| 2013          | Novak Đoković                         | Nicolás Almagro                       | 6(4)–7, 6–3, 6–4                      |
| 2014          | Novak Đoković                         | David Ferrer                          | 7–5, 6–2                              |
| 2015          | Andy Murray                           | Novak Đoković                         | Walkover                              |
| 2016          | Rafael Nadal                          | Milos Raonic                          | 7–6(2), 6–3                           |
| 2017          | Rafael Nadal                          | David Goffin                          | 6–4, 7–6(5)                           |
| 2018          | Kevin Anderson                        | Roberto Bautista Agut                 | 6–4, 7–6(0)                           |
| 2019          | Novak Đoković                         | Kevin Anderson                        | 4–6, 7–5, 7–5                         |
| 2020          | Rafael Nadal                          | Stefanos Tsitsipas                    | 6(3)–7, 7–5, 7–6(3)                   |
| 2020 dicembre | Annullato per pandemia di Coronavirus | Annullato per pandemia di Coronavirus | Annullato per pandemia di Coronavirus |
| 2021          | Andrej Rublëv                         | Andy Murray                           | 6–4, 7–6(2)                           |
| 2022          | Stefanos Tsitsipas                    | Andrej Rublëv                         | 6-2, 4-6, 6-2                         |

### Singolare femminile
| Anno          | Campione                              | Finalista                             | Punteggio                             |
| ------------- | ------------------------------------- | ------------------------------------- | ------------------------------------- |
| 2018          | Jeļena Ostapenko                      | Serena Williams                       | 6–2, 3–6, [10–5]                      |
| 2019          | Venus Williams                        | Serena Williams                       | 4–6, 6–3, [10–8]                      |
| 2020          | Marija Šarapova                       | Ajla Tomljanović                      | 6–4, 7–5                              |
| 2020 dicembre | Annullato per pandemia di Coronavirus | Annullato per pandemia di Coronavirus | Annullato per pandemia di Coronavirus |
| 2021          | Ons Jabeur                            | Belinda Bencic                        | 4–6, 6–3, [10–8]                      |
| 2022          | Ons Jabeur                            | Emma Raducanu                         | 5-7, 6-3, 10-8                        |